# Weißrand-Funkie
Die Weißrand-Funkie (Hosta sieboldii nach Philipp Franz von Siebold) ist eine Pflanzenart aus der Gattung Funkien (Hosta) in der Unterfamilie der Agavengewächse (Agavoideae).

## Merkmale
Die Weißrand-Funkie ist eine ausdauernde, krautige Pflanze mit einem Rhizom und kurzen unterirdischen Ausläufern, die Wuchshöhen von 20 bis 30, selten bis 50 Zentimeter erreicht. Der Blattstiel ist nicht purpurn gefleckt. Die Blätter sind breit lanzettlich, dünn, messen 10 bis 15 × 5 bis 6 Zentimeter und weisen 3 bis 4 Seitennervenpaare auf. Die Oberseite der Blätter ist stumpf mittelgrün, gelblich oder dunkelgrün mit einem schmalen, weißen Rand.
Die Blüten sind violett gefärbt und haben einen weißen Saum. Bei der Sorte 'Alba' sind sie komplett weiß.
Die Blütezeit liegt im Juli und August.

## Vorkommen
Die Weißrand-Funkie kommt von Sachalin und den Kurilen bis Japan vor, wo sie vermutlich in Bergwäldern wächst.

## Nutzung
Die Weißrand-Funkie wird verbreitet als bodendeckende Zierpflanze genutzt. Sie ist seit spätestens 1830 in Kultur. Es gibt wenige Sorten.